# Gliese 436
Gliese 436 är en röd dvärgstjärna i stjärnbilden Lejonet. Den ligger på drygt 30 ljusårs avstånd från solen. 

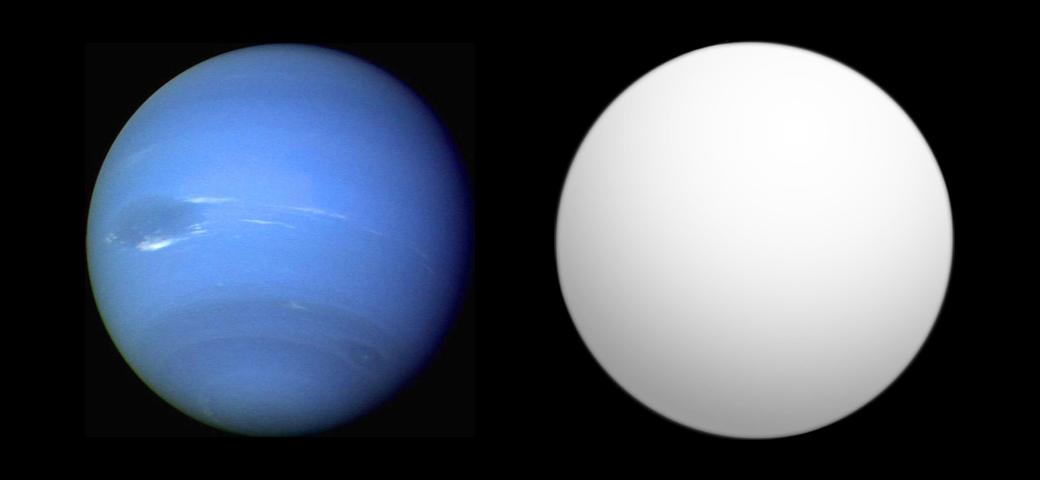
Gliese 436 b (höger) jämförd med Neptunus (vänster).

## Exoplaneten vid Gliese 436
En exoplanet upptäcktes i augusti 2004 kretsande kring stjärnan och fick beteckningen Gliese 436 b. Vid upptäckten var det den minsta exoplanet som astronomerna hade upptäckt, i storlek motsvarande Neptunus. Observationer tyder på att Gliese 436 omges av ytterligare planeter.
| Exoplanet         | Massa i Jupitermassor | Omloppsperiod i dygn | Halv storaxel | Excentricitet | Radie jämförd med jorden |
| ----------------- | --------------------- | -------------------- | ------------- | ------------- | ------------------------ |
| b\| 0,070 ± 0,003 | 2,64385 ± 0,00009     | 0,0291 ± 0,0004      | 0,150 ± 0,012 | 4,33 ± 0,18   |                          |